# Tillandsia pseudocardenasii
Tillandsia pseudocardenasii là một loài thuộc chi Tillandsia. Đây là loài đặc hữu của Bolivia.